# Salomé avec la tête de saint Jean-Baptiste (Le Caravage, Londres)
Pour les articles homonymes, voir Salomé avec la tête de saint Jean-Baptiste.
Salomé reçoit la tête de saint Jean-Baptiste (en italien Salomè con la testa del Battista) est un tableau du Caravage peint entre 1606 et 1609 et conservé à la National Gallery de Londres.
Le même sujet est représenté dans le tableau Salomé avec la tête de saint Jean-Baptiste (1609) conservé au Palais royal de Madrid.

## Historique
Ce tableau a été redécouvert dans une collection privée en 1959.

## Description
Trois personnages peints à mi-hauteur se détachent devant un fond brun très sombre; la lumière vient de la gauche et éclaire la scène dans un vif contraste de clair-obscur, encore souligné par les différents drapés blancs qu'arborent les protagonistes de la scène. De gauche à droite se tiennent Salomé, une vieille femme et le bourreau. Salomé reçoit dans un plateau la tête de saint Jean-Baptiste que lui apporte le bourreau ; son visage est ostensiblement tourné vers la gauche et la lumière, et non pas vers la tête coupée. Derrière elle se tient la vieille femme, éventuellement assimilable au personnage d'Hérodiade, et qui focalise au contraire toute son attention sur le plateau et la tête.
Le thème est issu de l'Évangile selon Marc ainsi que de l'Évangile selon Matthieu, qui racontent de façon très similaire que Salomé avait si bien dansé pour le roi Hérode que celui-ci lui accorda le vœu de son choix. La mère de Salomé, Hérodiade, voulant se venger du Baptiste, lui fit réclamer la tête de ce dernier.

## Annexe